# Lars Myrenberg

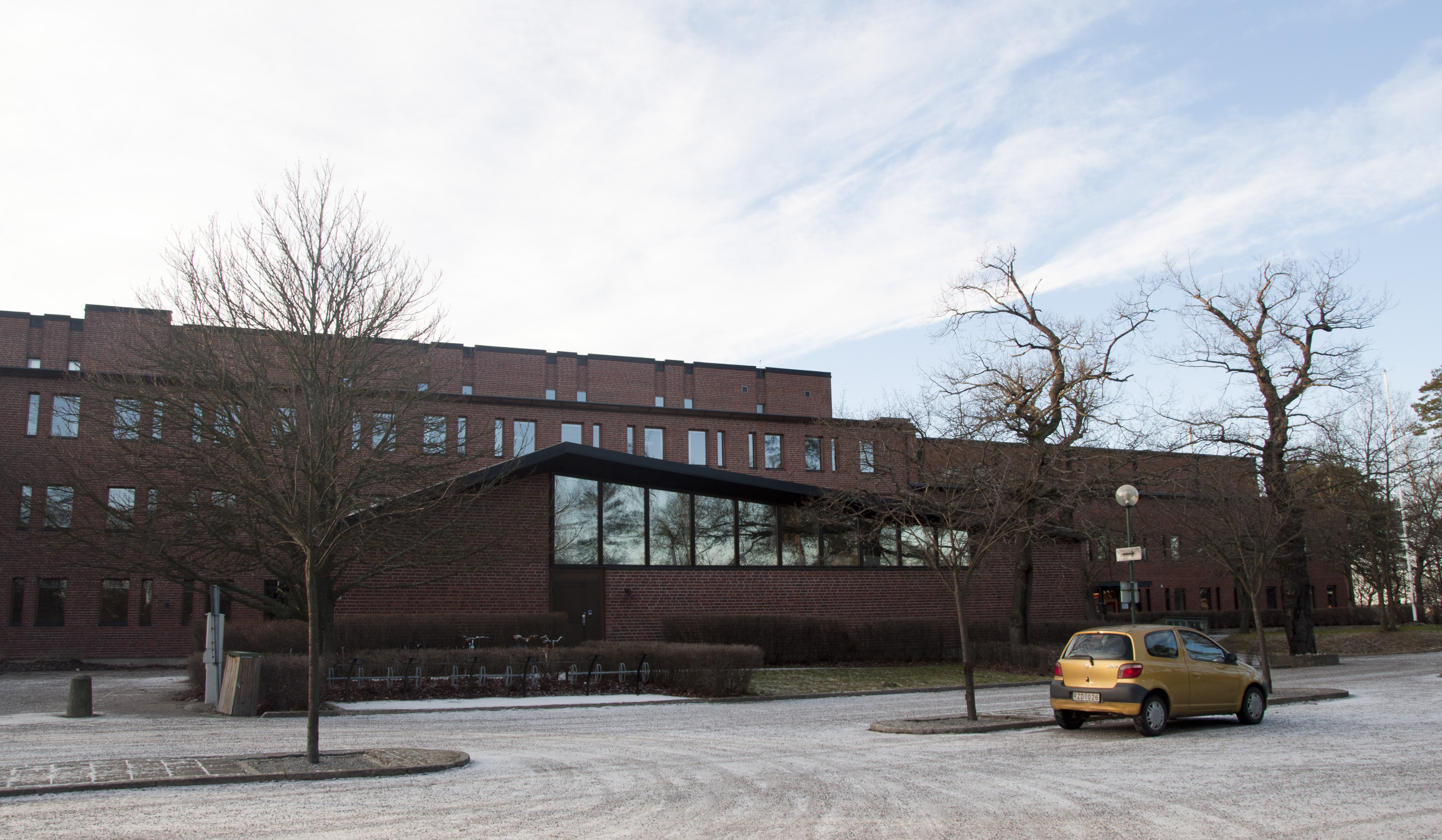
Botaniska institutionen, Frescati

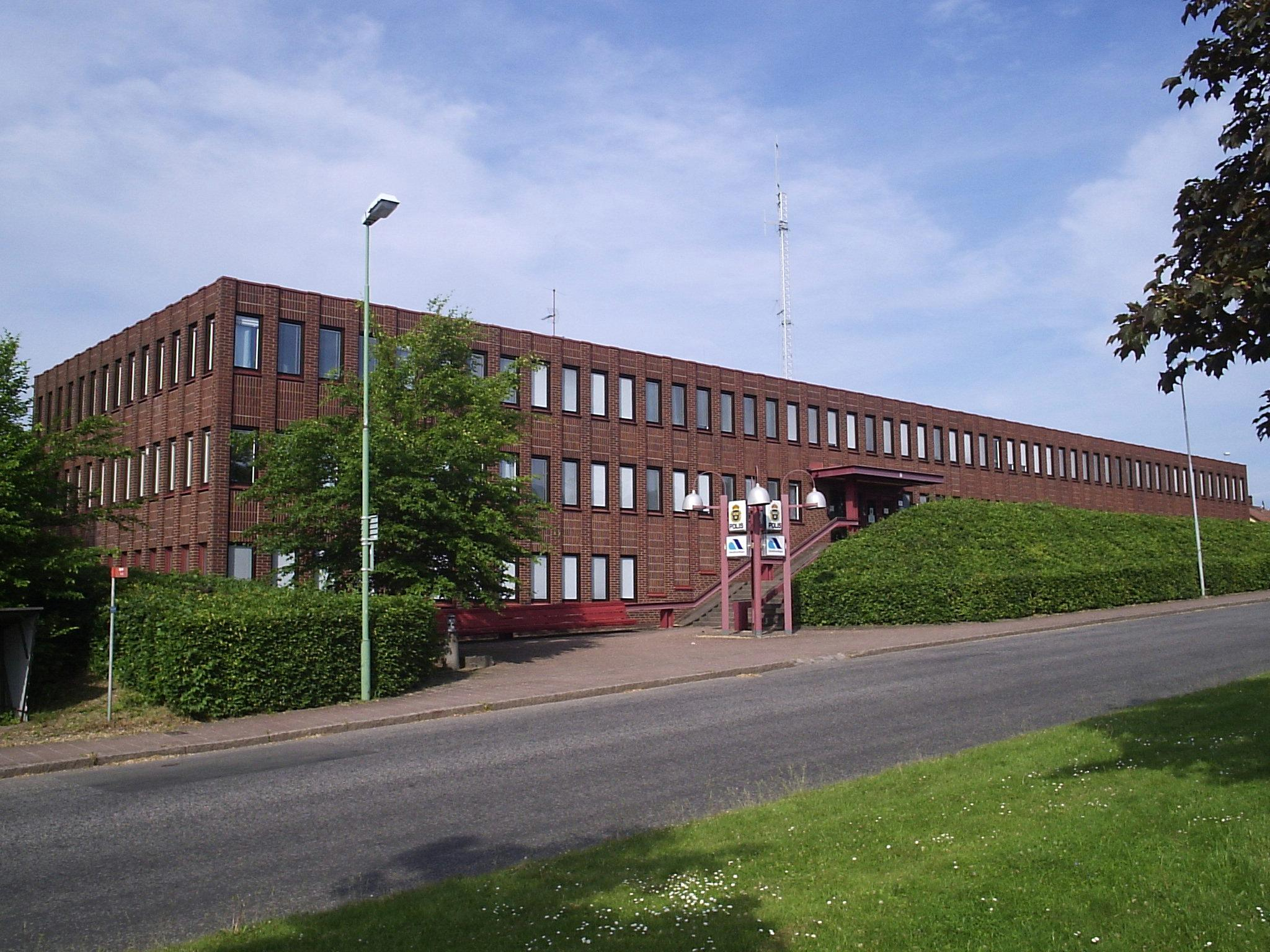
Polishuset i Falköping

Lars E. T. Myrenberg, född 29 maj 1922 i Råå i Raus socken, död 15 juli 1974 i Täby, var en svensk arkitekt.
Efter studentexamen i Helsingborg studerade Lars Myrenberg vid Chalmers tekniska högskola i Göteborg till 1945. År 1956 avslutade han sina studier vid Kungliga konsthögskolan i Stockholm.
Myrenberg var anställd hos Cyrillus Johansson i Stockholm från 1945, och vid Landsbygdens Byggnadsförening från 1950. Samma år påbörjade han lärarverksamhet som assistent vid Kungliga tekniska högskolan. Mellan 1952 och 1955 företog han en studieresa till Kina, Japan, Indonesien, Indien, och under samma period var han lektor vid University of Hong Kong. Från 1955 var han anställd hos hos Byggnadsstyrelsen. Från 1957 drev han egen arkitektverksamhet tillsammans med arkitekt  Bo Myrenberg (1930–2008)
Han var svärson till Tore Alsén.

## Verk i urval
- Karolinska institutet: Immunologi, djurhus 1957-1958 och Wallenbergsstiftelsens jubileumslaboratorium 1959-1960, Solnavägen 1, Doktorsringen 4, Solna
- Botaniska institutionen, Frescati, Stockholm 1961
- Tillbyggnad till Zoofysiologi-byggnaden i Lund, 1962
- Institutionsbyggnad, Dag Hammarskjölds väg 21, Uppsala, 1964
- Veterinärhögskola - husdjursvetenskapligt centrum, Sveriges lantbruksuniversitet i Ultuna, Uppsala, 1972–1974
- Institution, Ultuna lantbruksuniversitet, Uppsala, 1973
- Biblioteket, Ultuna lantbruksuniversitet, Uppsala, 1975
- Forskningshotell i Stockholm och Uppsala